# New Line Cinema
A New Line Cinema amerikai filmstúdió, mára a Warner Bros. része.

## Története
A Robert Shaye által létrehozott New Line 1967-ben kezdett el tevékenykedni underground filmek független forgalmazójaként. A lázadó amerikai ifjúságot célozta meg John Waters filmjeivel. 1984-ben nagy sikert értek el a Rémálom az Elm utcában című produkciójukkal és annak későbbi folytatásaival. 1990-ben létrehozta Fine Line Features művészfilmeket gyártó részlegét. Ugyanebben az évben jelent meg a Tini nindzsa teknőcök című képregényfilm. Ekkor már gyártással is foglalkozott a forgalmazás mellett. Nekik köszönhető Robert Altman A játékos című kultfilmje is. 1993-ban a vállalatot megvásárolta Ted Turner. Ugyanebben az évben gyártották A Maszkot és a Dilibogyókat Jim Carrey főszereplésével.
A kis, független filmstúdió Hollywood filmiparának egyik meghatározó szereplőjévé nőtte ki magát A Gyűrűk Ura Peter Jackson által rendezett filmváltozatának elkészítésével. Ugyanakkor olyan bukások is kísérték a stúdió útját, mint a Dr. Moreau szigete, az Utánunk a tűzözön, a Félrelépősdi és Az arany iránytű. 2008-ban ez utóbbi jelentős anyagi vesztesége miatt mind a két alapító, Robert Shaye és Michael Lynne is elhagyta a céget. Az utolsó New Line Cinema neve alatt megjelent film a Fél-profi című vígjáték volt, ezt követően a cég a Warner Bros. részévé vált.

## Válogatott filmjeik
- Fél-profi (2009)
- Tintaszív (2009)
- Szex és New York (2008)
- Golyózápor (2007)
- Az arany iránytű (2007)
- Selyem (2007)
- Kiadatás (2007)
- Törés (2007)
- Szerelem a kolera idején (2007)
- Erőszakos múlt (2005)
- The Man (2005)
- Ünneprontók ünnepe (2005)
- Domino (2005)
- Anyád napja (2005)
- Csalóból csali (2005)
- Apátlan anyátlanok (2005)
- Az utolsó gyémántrablás (2004)
- Pillangó-hatás (2004) forgalmazó
- A belső tenger (2004)
- Mi a manó? (2003)
- Freddy vs. Jason (2003)
- Schmidt története (2002)
- A Gyűrűk Ura-filmsorozat (2001–2003)
  - A Gyűrűk Ura: A Gyűrű Szövetsége
  - A Gyűrűk Ura: A két torony
  - A Gyűrűk Ura: A király visszatér
- Betépve (2001)
- 15 perc hírnév (2001)
- Bankrabló csajok (2001)
- Félrelépősdi (2001)
- Péntek esti gáz (2000)
- Sárkányok háborúja (2000)
- Sátáni játszma (2000)
- Az asztronauta (1999)
- Csúcsformában (1998)
- Amerikai história X (1998)
- Penge (1998)
- Spawn, az ivadék (1997)
- Szőr Austin Powers: Őfelsége titkolt ügynöke (1997)
- Utánunk a tűzözön (1996)
- Szerelemben, háborúban (1996)
- Dr. Moreau szigete (1996)
- Végre péntek (1995)
- Hetedik (1995)
- Mortal Kombat (1995)
- Don Juan DeMarco (1995)
- A Maszk (1994)
- Haláli fegyver (1993)
- Glengarry Glen Ross (1992)
- Micsoda buli (1990)
- Tini nindzsa teknőcök (1990)
- Rémecskék (1986)
- Rémálom az Elm utcában (1984)
- Rózsaszín Flamingók (1972)
- A texasi láncfűrészes mészárlás (1974)
- Mondo Trasho (1969)

## Fordítás
Ez a szócikk részben vagy egészben  a   New Line Cinema című angol Wikipédia-szócikk fordításán alapul.  Az eredeti cikk szerkesztőit annak laptörténete sorolja fel. Ez a jelzés csupán a megfogalmazás eredetét és a szerzői jogokat jelzi, nem szolgál a cikkben szereplő információk forrásmegjelöléseként.